# 임걸령
임걸령은 지리산국립공원 주능선(노고단~천왕봉)의 노고단(1502m)과 삼도봉(1499m)사이에 있는 고개다.
조선 선조 때의 좀도둑 임걸년은 화개장터에서 넘어오는 보부상을 털거나 지리산의 사찰을 털었는데, 그는 한참 강성했을 때는 지리산의 모든 사찰을 털었다고 전해진다. 임걸령은 그가 활동한 장소라 해서 임걸령이란 이름이 붙게 되었다.
임걸령에는 피아골 방면으로 내려가는 등산로가 있다.